# Eric de Pablos
Eric de Pablos Solà (* 8. März 1999 in Andorra la Vella) ist ein andorranischer Fußballspieler. Er spielt für den FC Pas de la Casa und ist mehrfacher Nationalspieler.

## Karriere

### Verein
Eric de Pablos begann seine Karriere in der Jugend des andorranischen Klubs FC Andorra, der im spanischen Ligasystem mitspielt. In der Saison 2017/18 kam er dort in der fünftklassigen Primera Catalana im Alter von 18 Jahren zu wenigen Einsätzen in der ersten Mannschaft, lief aber weiter hauptsächlich für Juniorenteams auf. In der darauffolgenden Saison 2018/19 rückte er in der Hinrunde fest in den Profikader auf, konnte sich aber nicht durchsetzen, weshalb er den Verein im Januar verließ und in die heimische Liga zum FC Ordino wechselte. Nach einem halben Jahr in Ordino zog er weiter und ging erstmals zur Unió Esportiva Santa Coloma. Dort blieb de Pablos allerdings nur eine Saison, ehe er 2020 zum FC Santa Coloma wechselte. Obwohl er damit beim andorranischen Rekordmeister unter Vertrag stand, konnte er weiterhin keinen Titel gewinnen. In der Liga wurde man hinter IC d’Escaldes nur zweiter und in der Copa Constitució, dem andorranischen Pokalwettbewerb, scheiterte man im Halbfinale am Atlétic Club d’Escaldes. Am 6. Juli 2021 gab er sein Debüt auf internationaler Vereinsebene, als er in der ersten Runde der Qualifikation zur UEFA Europa Conference League beim 1:1 gegen den gibraltarischen Vertreter Mons Calpe SC eingewechselt wurde. Zur Saison 2021/22 wechselte er dann zurück zur UE Santa Coloma, wo er bereits 2019/20 gespielt hatte. Im Sommer 2024 wechselte er zum FC Pas de la Casa.

### Nationalmannschaft
De Pablos durchlief seit der U17 alle Juniorennationalmannschaften seines Heimatlandes. Am 3. Juni 2021 gab er sein Debüt für die A-Nationalmannschaft im Spiel gegen Irland, als der in der 73. Minute für Moisés San Nicolás eingewechselt wurde.